# エディス・タトリ
エディス・タトリ（Edis Tatli、男性、1987年8月13日 - ）は、フィンランドのプロボクサー。コソボプリズレン出身。

## 来歴
2007年10月22日、ヘルシンキのヘルシンキ・オリンピックスタジアムでムハンマド・アリ・シェリフと対戦し、3-0（39-37、40-37、40-37）の判定勝ちを収めデビュー戦を白星で飾った。
2012年12月8日、エスポーでパオロ・ガッサーニとEBUヨーロッパ連合ライト級王座決定戦を行い、初回1分26秒TKO勝ちを収め王座獲得に成功した。
2013年3月9日、エスポーでWBAインターコンチネンタルライト級王者フェリックス・ローラと対戦し、3-0(117-110、116-112、119-111)の判定勝ちを収め王座獲得に成功した。
2013年12月7日、元IBF世界スーパーフェザー級王者でWBA世界フェザー級10位のムゾンケ・ファナと対戦し、3-0(118-110、118-110、117-111)の判定勝ちを収めWBAインターコンチネンタルライト級王座の初防衛に成功した。
2014年5月9日、ヘルシンキのヘルシンキ・ウルヘイル・タロでアントニオ・デ・ビティスと対戦し、8回1秒TKO勝ちを収めWBAインターコンチネンタルライト級王座の2度目の防衛に成功した。
2014年9月20日、ヘルシンキのハートウォールアリーナでWBA世界ライト級王者リカルド・アブリルと対戦し、0-2（114-114、112-116、111-117）の判定負けを喫し王座獲得に失敗した。フィンランドでフィンランド人の世界戦（外国人の世界戦は何度か行われている）が行われるのは1962年8月12日にヘルシンキ・オリンピックスタジアムでオッリ・マキがデビー・ムーアに挑戦して以来であった。
2019年4月20日、ニューヨークのマディソン・スクエア・ガーデンでテオフィモ・ロペスと対戦し、5回KO負け。
2022年9月、現役引退を表明した。

## 獲得タイトル
- EBUヨーロッパ連合ライト級王座
- WBAインターコンチネンタルライト級王座